# Jean Jacques Rousseau (peintre)
Jean Jacques Rousseau est un peintre français né à Paris le 10 octobre 1861, et mort à Sainte-Marguerite-sur-Mer (Seine-Maritime) le 18 décembre 1938.

## Biographie
Jean Jacques Rousseau est le fils d'Eugène Charles Léopold Rousseau, coiffeur, et de son épouse, Cécile Amélie Brondex.
Il a été l'élève d'Alfred Roll. C'est un peintre d'animaux, de paysages et de scènes rurales. 
Il a exposé au Salon des artistes français de 1880 à 1918. Il a reçu une médaille de bronze aux Expositions Universelles de 1889 et 1900. Il a été nommé chevalier de la Légion d'honneur en 1903 après avoir été délégué par la Société nationale des beaux-arts pour représenter la France à l'exposition de Hanoï de 1902, ouverte du 3 novembre 1902 à 31 janvier 1903, organisée par le Gouvernement général de l'Indochine française. Il a réalisé des peintures de l'Indochine à cette occasion.
Il a été élu maire de Sainte-Marguerite-sur-Mer en 1919 et a exercé ce mandat jusqu'en 1935. Pendant son mandat il a réalisé l'électrification et l'adduction d'eau de son village. Deux de ses tableaux ont été déposés dans la mairie :
- Clatot, le vieux jardinier,
- La République défendant les Droits de l’Homme.

Il est membre de :
- la Société nationale des beaux-arts,
- la Société des artistes français,
- la Société coloniale des artistes français.

Il est marié à Blanche Deperthes décédée le 1er avril 1943, à 71 ans et inhumée avec lui.
Il a été inhumé le 21 décembre 1938 au cimetière de Montmartre (9e division).

## Distinction
- Chevalier de la Légion d'honneur en 1903[6].
- Officier de l'Instruction publique
- Officier de l'ordre du Dragon d'Annam
- Officier de l'ordre du Nichan el Anouar de Tadjourah.